# Jerome B. Chaffee
Jerome B. Chaffee (Niagara megye, 1825. április 17. – North Salem, 1886. március 9.) az Amerikai Egyesült Államok szenátora (Colorado, 1876–1879).